# Маринское
Маринское (укр. Маринське) — село в Горностаевской поселковой общине Каховского района Херсонской области Украины.
Население по переписи 2001 года составляло 512 человек. Почтовый индекс — 74611. Телефонный код — 5544. Код КОАТУУ — 6522683301.

## Местный совет
74611, Херсонская обл., Горностаевский р-н, с. Маринское, ул. Юбилейная, 36